# Liste der Kulturgüter in Kappel am Albis
Die Liste der Kulturgüter in Kappel am Albis enthält alle Objekte in der Gemeinde Kappel am Albis im Kanton Zürich, die gemäss der Haager Konvention zum Schutz von Kulturgut bei bewaffneten Konflikten, dem Bundesgesetz vom 20. Juni 2014 über den Schutz der Kulturgüter bei bewaffneten Konflikten sowie der Verordnung vom 29. Oktober 2014 über den Schutz der Kulturgüter bei bewaffneten Konflikten unter Schutz stehen.
Objekte der Kategorien A und B sind vollständig in der Liste enthalten, Objekte der Kategorie C fehlen zurzeit (Stand: 1. Januar 2023). Unter übrige Baudenkmäler sind weitere geschützte Objekte zu finden, die im Verzeichnis der Objekte von überkommunaler Bedeutung der kantonalen Denkmalpflege zu finden und nicht bereits in der Liste der Kulturgüter enthalten sind.

## Kulturgüter
| Foto |                                                                           | Objekt                                              | Kat. | Typ | Standort                            | Beschreibung |
| ---- | ------------------------------------------------------------------------- | --------------------------------------------------- | ---- | --- | ----------------------------------- | ------------ |
| ja   | Datei hochladen · Wikidata zu Kloster Kappel (Q664504)                    | Ehemaliges Zisterzienserkloster KGS-Nr.: 07521      | A    | F   | Kappelerhof 3–11 682284 / 231246    |              |
| BW   | Datei hochladen · Wikidata zu Doppelbauernhaus (1786) Leematt (Q29932802) | Doppelbauernhaus Leematt KGS-Nr.: 07522             | B    | G   | Leematt 4, 6 682393 / 230667        |              |
| ja   | Datei hochladen · Wikidata zu Reformiertes Pfarrhaus (Q29932807)          | Pfarrhaus KGS-Nr.: 10332                            | B    | G   | Kappelerhof 8 682230 / 231325       |              |
| BW   | Datei hochladen · Wikidata zu Doppelbauernwohnhaus (Q29932803)            | Doppelbauernwohnhaus mit Nebenbauten KGS-Nr.: 12586 | B    | G   | Weiermattstrasse 10 680224 / 230669 |              |
| ja   | Datei hochladen · Wikidata zu Doppelbauernwohnhaus (Q29932806)            | Doppelbauernwohnhaus KGS-Nr.: 12587                 | B    | G   | Näfenhäuser 11, 13 682258 / 231735  |              |
| BW   | Datei hochladen · Wikidata zu Römischer Kultplatz (Q29932809)             | Grüt / Grütholz, römischer Kultplatz KGS-Nr.: 12588 | B    | F   | 680501 / 229600                     |              |

## Übrige Baudenkmäler
| ID                   | Foto |                 | Objekt                                               | Kat.    | Typ | Standort                              | Beschreibung |
| -------------------- | ---- | --------------- | ---------------------------------------------------- | ------- | --- | ------------------------------------- | ------------ |
| 00600046             |      | Datei hochladen | Bauernwohnhaus                                       | C       | G   | Weidstrasse 2 680081 / 231573         |              |
| 00600060             |      | Datei hochladen | Doppelbauernwohnhaus                                 | C       | G   | Rifferswilerstrasse 4 680055 / 231641 |              |
| 00600061             |      | Datei hochladen | Ehemaliger Speicher mit Waschhaus                    | C       | G   | Weidstrasse 3 680091 / 231632         |              |
| 00600154             |      | Datei hochladen | Vierteiliges Wohnhaus                                | C       | G   | Oberdorfstrasse 4 680138 / 230734     |              |
| 00600177             |      | Datei hochladen | Ehemaliger Speicher                                  | B reg.  | G   | Weiermattstrasse 5 680230 / 230679    |              |
| 00600221             |      | Datei hochladen | Ehemaliges Bauernhaus                                | C       | G   | Steinhauserstrasse 8 680010 / 230509  |              |
| 00600235             |      | Datei hochladen | Vierteiliges Wohnhaus                                | C       | G   | Oberdorfstrasse 26 680144 / 230508    |              |
| 00600276             |      | Datei hochladen | Bauernwohnhaus                                       | C       | G   | Baarerstrasse 7 680311 / 230708       |              |
| 00600299             |      | Datei hochladen | Bauernwohnhaus                                       | C       | G   | Kappelerstrasse 14 680475 / 230690    |              |
| 00600389             |      | Datei hochladen | Ehemaliges Waschhäuschen                             | C       | G   | Leematt 682390 / 230629               |              |
| 00600410             |      | Datei hochladen | Bauernwohnhaus                                       | C       | G   | Allenwinden 682919 / 231028           |              |
| 00600462             | ja   | Datei hochladen | Ehemaliges Bauernhaus                                | C       | G   | Näfenhäuser 20 682240 / 231765        |              |
| 00600520             | ja   | Datei hochladen | Kloster Kappel, ehemalige Klosterkirche              | B kant. | G   | Kappelerhof 9 682258 / 231278         |              |
| 00600524             | ja   | Datei hochladen | Kloster Kappel, Pfisterei / Haus am See              | B kant. | G   | Kappelerhof 3 682292 / 231303         |              |
| 00600525             | ja   | Datei hochladen | Kloster Kappel, Amtshaus                             | B kant. | G   | Kappelerhof 5 682284 / 231246         |              |
| 00600526             | ja   | Datei hochladen | Kloster Kappel, Konventgebäude                       | B kant. | G   | Kappelerhof 7 682241 / 231239         |              |
| 00600546             | ja   | Datei hochladen | Wohnhaus und Wirtschaft Zur Post                     | C       | G   | Kappelerhof 6 682235 / 231352         |              |
| 00600556             |      | Datei hochladen | Gemeindehaus mit Remise                              | C       | G   | Rifferswilerstrasse 682248 / 231455   |              |
| 00600572             |      | Datei hochladen | Lierenhof, ehemaliges Waschhaus                      | B reg.  | G   | bei Lierenhof 5 682460 / 231251       |              |
| 00600574             |      | Datei hochladen | Doppelbauernwohnhaus Lierenhof, Hausteil 1           | B reg.  | G   | Lierenhof 5 682474 / 231236           |              |
| 00600575             |      | Datei hochladen | Doppelbauernwohnhaus Lierenhof, Hausteil 2           | B reg.  | G   | Lierenhof 3 682492 / 231236           |              |
| 00600577             |      | Datei hochladen | Lierenhof, Scheune                                   | B reg.  | G   | bei Lierenhof 3 682516 / 231236       |              |
| 006WR-AFFOLTERN00117 | ja   | Datei hochladen | Kloster Kappel, Weiheranlage der ehemaligen Ziegelei | B kant. | G   | Albisstrasse 682326 / 231318          |              |

Legende: Im Wesentlichen siehe Legende der Liste der Kulturgüter von nationaler und regionaler Bedeutung, mit folgenden Ausnahmen:
- Anstelle der KGS-Nummer wird als Objekt-Identifikator (ID) die Inventarnummer im Verzeichnis der Objekte von überkommunaler Bedeutung des kantonalen Denkmalschutzamtes verwendet.
- Bei den Kategorien wird wie folgt unterschieden: B kant. = Objekt von kantonaler Bedeutung (Kanton Zürich); B reg. = Objekt von regionaler Bedeutung (Kanton Zürich).